# Tubu
Tubu est une ville du Botswana.